# Cristina Casale
Cristina Casale (Barcelona) és una pianista catalana que resideix a Sant Cugat del Vallès.

## Biografia
Va començar a tocar el piano a l'edat de quatre anys sota la guia de la seva mare, la pianista Pilar Marín. Es va formar inicialment amb Rafael de Castro al Conservatori del Liceu de Barcelona. Després va fer un postgrau de quatre anys a Letònia amb Ilze Graubiņa, amb la qual va assimilar la tècnica russa i la seva filosofia, millorant la capacitat de memòria, perfeccionant la velocitat, el domini de les escales i la qualitat del so. Va completar els seus estudis amb Alicia de Larrocha. Va acabar els estudis amb 
Emmanuel Ferrer-Laloë, amb qui també va formar un duo.
Cristina Casale va debutar al Palau de la Música Catalana l'11 d'octubre de 2000 en un concert amb l'Orquestra Simfònica del Vallès on va interpretar el Primer Concert per a piano de Chopin. Comença a fer concerts per Alemanya, França, fins que a causa de la maternitat de tres fills va haver de cessar l'activitat concertística per centrar-se en la seva educació i la docència.
El 20 d'abril de 2013 torna als escenaris amb un recital al Teatre-Auditori Sant Cugat amb el concert The Classical and Jazz Concert i amb la novetat d'anar comentant cada obra i també els seus compositors.
L'octubre de 2014 va interpretar un programa amb els compositors catalans i espanyols més clàssics per diversos teatres de Catalunya, just abans d'emprendre una gira pels Estats Units amb aquest mateix programa i que la durà a actuar a sales tan emblemàtiques com el Carnegie Hall de Nova York, el Gusman Concert Hall de Miami o el Ganz Concert Hall de Chicago, entre d'altres.
Com a santcugatenca i per haver actuat en moltes ocasions al Teatre-Auditori Sant Cugat, va estar nominada als Premis Ciutat de Sant Cugat 2015.
El 2016, va conèixer el compositor espanyol Abraham Espinosa i es va interessar per les seves composicions. Aquesta col·laboració va donar lloc al projecte Duende, que connecta les composicions d'Espinosa amb la música de compositors com Falla, Granados i Albéniz. Aquesta nova etapa va culminar el març de 2019, quan Casale va debutar a la Xina amb el projecte Duende, rebent una gran acollida per part de la crítica i el públic. I quan tot semblava que es refeia, va arribar la COVID-19 que ho va aturar tot.
El desembre de 2018, va inaugurar el cicle de música clàssica "Concerts amb Ànima" al Petit Palau del Palau de la Música Catalana, on va interpretar un programa complet que incloïa l'obra Dotze estudis flamencs per a piano d'Abraham Espinosa.